# Primera B (Argentina)
La Primera B (también llamada Primera B Metropolitana, o informalmente B Metropolitana o B Metro) es  un campeonato correspondiente a la tercera categoría del fútbol argentino para los clubes directamente afiliados a la AFA. Fue la segunda hasta 1986, año en que fue desplazada por la Primera B Nacional (en ese entonces Nacional B).

## Historia
Su primigenio surgió en 1927, durante el amateurismo, cuando la Primera División volvió a unirse como el resultado de una nueva unificación del fútbol argentino. Debido a la gran cantidad de participantes, surgió la Primera División B, con equipos relegados de la Primera División, y existió hasta 1932.
En 1931, se formó la Liga Argentina de Football, lo que significó el blanqueo de la profesionalización del deporte a nivel de la Primera División, con los 18 clubes que se adhirieron a ella. Por falta de instituciones afiliadas, no se organizaron campeonatos de segunda categoría en los tres primeros años de vigencia de la Liga.
En ese momento, la Asociación Amateurs Argentina de Football cambió su nombre a Asociación Argentina de Football (Amateurs y Profesionales) (AFAP). Durante el período de cuatro años que duró la escisión, los campeones fueron Liberal Argentino, Dock Sud, Ramsar y Bella Vista, pero fue a partir de 1935 que se organizó un concurso denominado de Segunda División, con el esquema que perdura hasta la actualidad.
Por otro lado, en 1934, la Liga Argentina disputó un campeonato conformado por los equipos de reserva de los clubes de Primera División, con la participación de los primeros equipos Tigre y Quilmes, los cuales habían sido relegados a la segunda categoría por cuestiones extradeportivas. El campeón fue el equipo de reserva del Club Atlético River Plate, y tanto Tigre como Quilmes fueron restituidos a la máxima categoría para el siguiente año.
En 1935, el fútbol argentino volvió a reunificarse bajo el mando de una sola asociación, llamada Asociación del Football Argentino (que se castellanizaría en 1947), y dieciséis de los veintitrés clubes de la Primera División de la AFAP pasaron a formar parte de la Segunda División de la nueva entidad. Ese año y el siguiente volvieron a tomar parte de la competencia las reservas de los clubes de Primera, los que, a partir de 1937, integraron su propio concurso (a excepción de 1939, en que agregaron las reservas, sin incluir a las de los recién incorporados, los clubes rosarinos Newell's y Central). De allí en más, cada club campeón ascendía directamente a la máxima categoría, a excepción de Argentinos Juniors, que no pudo participar del Campeonato de Primera División 1941, a pesar de haber logrado el título de la Segunda División del año anterior, porque no cubría los requisitos exigidos por el reglamento para participar de la categoría superior.
En 1943 se disputó el primer certamen con la categoría formalmente profesionalizada.
En 1948, una huelga de jugadores suspendió definitivamente el torneo a mitad de su disputa, dejando a la categoría sin campeón. Por eso la AFA optó por promover a Atlanta y Ferro Carril Oeste, que habían descendido en la temporada anterior.
Tras una importante reforma, la Segunda División fue reemplazada por un nuevo torneo llamado Primera División B en 1949, y la Segunda División pasó al tercer nivel en 1950. Hasta 1960, todos los clubes campeones ascendieron directamente. La excepción se dio en 1961, cuando Newell's Old Boys consiguió el título de la Primera División B, pero le fue anulado por acusación de incentivación, ascendiendo en su lugar Quilmes. A pesar del hecho, el equipo rosarino inició una investigación judicial que derivó en un juicio público, que el club ganó dos años más tarde, obteniendo el derecho de participar en el campeonato de 1964. Entre 1964 y 1966, el número de ascensos fue aumentado por primera vez a dos, disputándose un torneo reducido en 1966. Entre 1967 y 1970, los ascensos fueron definidos en un torneo reclasificatorio, por lo que en algunas ediciones el campeón no ascendió. A partir de 1971, el resto de los campeonatos hasta la década del '80 transcurrieron con normalidad, conforme a las reglas dadas por la AFA para la época con un único ascenso, con excepción de 1976 y 1981 que tuvo dos ascensos.
En 1982, volvió la disputa de un torneo reducido por el segundo ascenso, pero, sobre todo, se produjo un hecho histórico: por primera vez, uno de los clubes denominados grandes participó de la segunda categoría del fútbol argentino. La nota la dio San Lorenzo de Almagro, que tras una mala campaña en el Metropolitano del año anterior, debió jugar en la Primera División B, que ganó tranquilamente, ascendiendo meses después. Dos años luego del descenso del club de Boedo, otro grande sufrió la pérdida de categoría: Racing Club. El equipo debió participar de la Primera División B en 1984, en la que perdió la final por el segundo ascenso frente a Gimnasia y Esgrima La Plata. En el campeonato de 1985 consiguió el regreso a Primera División ganando la final por el segundo ascenso, en la que derrotó a Atlanta.
En 1986, con el objetivo de federalizar el fútbol argentino, se comenzó a disputar el Campeonato Nacional B, que pasó a ser la segunda categoría. A partir de allí, a la división se la conoce como Primera B o Primera B Metropolitana y se convirtió en el concurso de tercer nivel de competencia. Además, el calendario se cambió al de tipo europeo, es decir, las temporadas iniciaban en agosto y finalizaban entre mayo y junio del año siguiente.
La primera temporada de la Primera B como tercera categoría fue la 1986-87, ganada por Quilmes. Los torneos largos se mantuvieron siete años más, ya que para la temporada 1993-94 se introdujo la novedad de los torneos cortos (Apertura y Clausura), donde los dos campeones anuales se enfrentaban, el ganador ascendía directamente y el perdedor disputaba el Torneo Reducido por el segundo ascenso. Los torneos largos regresaron en 1999, aunque solo duraron tres años. Los campeones durante ese período fueron Estudiantes de Buenos Aires, Defensores de Belgrano y Deportivo Español.
La temporada 2002-03 trajo consigo la vuelta de los torneos cortos, utilizando la misma modalidad de final entre campeones y Torneo Reducido para el perdedor. A pesar de que el sistema se usó solamente durante cinco años, tres de los campeones obtuvieron el ascenso directo por haberse adjudicado los dos torneos, Apertura y Clausura, en la misma temporada: Ferro Carril Oeste en el campeonato 2002-03, Tigre en 2004-05 y Platense en 2005-06. Los otros dos, Sarmiento (J) en 2003-04 y Almirante Brown en 2006-07, debieron derrotar a Atlanta y Estudiantes (BA), respectivamente, para obtener el ascenso. El sistema de torneos largos regresó en la temporada 2007-08 y se mantuvo hasta el ciclo 2013-14. En el segundo semestre de 2014 se jugó el Torneo de Transición de Primera B 2014. En 2015 se volvió al formato de torneo largo, pero ya no con el calendario europeo sino en paralelo al año calendario, luego de 30 años. Se disputó el Campeonato Primera B 2015, del cual resultó ganador el Club Atlético Brown, que logró así el ascenso a la Primera B Nacional, al igual que el Club Almagro, ganador del torneo reducido por el segundo ascenso.
En el Torneo de transición 2016 participaron veinte equipos, y se produjo un ascenso a la Primera B Nacional y un descenso a la Primera C.

## Formato

### Ascensos
Los veintidós participantes se enfrentan en dos ruedas por el sistema de todos contra todos. Ambas constituyen dos torneos separados, llamados Apertura y Clausura, En caso de que un mismo equipo sea el ganador de ambos torneos, será declarado campeón y obtendrá el ascenso a la Primera B Nacional. Si son equipos distintos, disputarán una final que consagrará al campeón, que obtendrá el ascenso. En el primer caso, los ocho equipos mejor posicionados en la tabla general (excluyendo al campeón) jugarán un torneo reducido, el que, de darse la segunda opción, será disputado por los seis equipos mejor posicionados en la tabla general (excluyendo al campeón) y el perdedor de la final. El que resulte ganador de ese minitorneo jugará un partido único contra el ganador de la Reválida del Federal A, para definir un tercer ascenso.

### Descensos
El equipo que ocupe el último puesto de la tabla general acumulada de los dos torneos descenderá a la Primera C.

## Equipos participantes
En el Campeonato de Primera B 2025 participan los siguientes veintiún equipos:
| Equipo                                     | Ciudad                | Primera participación | Temporadas totales | Último retorno | Temporadas consecutivas desde último retorno | Ubicación en la tabla general de la temporada 2024 | Torneos ganados | Antigüedad |
| ------------------------------------------ | --------------------- | --------------------- | ------------------ | -------------- | -------------------------------------------- | -------------------------------------------------- | --------------- | ---------- |
| Club Atlético Acassuso                     | Boulogne              | 1938                  | 29                 | 2007-08        | 19                                           | 16.º                                               | 0               | 102 años   |
| Club Atlético Argentino                    | Merlo                 | 2023                  | 3                  | -              | -                                            | 8.º                                                | 0               | 118 años   |
| Club Atlético Argentino de Quilmes         | Quilmes               | 1935                  | 52                 | 2019-20        | 7                                            | 2.º                                                | 1               | 125 años   |
| Club Atlético Brown                        | Adrogué               | 1997-98               | 19                 | 2025           | 1                                            | Primera Nacional                                   | 1               | 80 años    |
| Club Comunicaciones                        | Buenos Aires          | 1970                  | 32                 | 2005-06        | 21                                           | 11.º                                               | 0               | 94 años    |
| Club Deportivo Armenio                     | Ingeniero Maschwitz   | 1977                  | 43                 | 2019-20        | 7                                            | 3.º                                                | 0               | 62 años    |
| Club Social y Cultural Deportivo Laferrere | Gregorio de Laferrere | 1987-88               | 13                 | 2024           | 2                                            | 20.º                                               | 0               | 68 años    |
| Club Social y Deportivo Merlo              | Parque San Martín     | 1986-87               | 21                 | 2021           | 5                                            | 9.º                                                | 0               | 70 años    |
| Club Sportivo Dock Sud                     | Dock Sud              | 1935                  | 50                 | 2022           | 4                                            | 7.º                                                | 0               | 108 años   |
| Club Atlético Excursionistas               | Buenos Aires          | 1935                  | 40                 | 2024           | 2                                            | 6.º                                                | 0               | 115 años   |
| Club Atlético Fénix                        | Buenos Aires          | 2013-14               | 14                 | -              | -                                            | 14.º                                               | 0               | 77 años    |
| Club Atlético Ferrocarril Midland          | Libertad              | 1996-97               | 3                  | 2024           | 2                                            | 4.º                                                | 0               | 110 años   |
| Club Social y Deportivo Flandria           | Luján                 | 1973                  | 31                 | 2024           | 2                                            | 10.º                                               | 2               | 84 años    |
| Club Social y Deportivo Liniers            | San Justo             | 1968                  | 5                  | 2024           | 2                                            | 13.º                                               | 0               | 93 años    |
| Real Pilar Fútbol Club                     | Pilar                 | 2025                  | 1                  | -              | -                                            | Primera C                                          | 0               | 8 años     |
| Sacachispas Fútbol Club                    | Buenos Aires          | 2017-18               | 7                  | 2023           | 3                                            | 18.º                                               | 0               | 76 años    |
| Club Social y Deportivo San Martín         | Burzaco               | 2024                  | 2                  | -              | -                                            | 17.º                                               | 0               | 89 años    |
| Club Sportivo Italiano                     | Ciudad Evita          | 1963                  | 36                 | 2024           | 2                                            | 19.º                                               | 2               | 69 años    |
| Club Deportivo UAI Urquiza                 | Villa Lynch           | 2013-14               | 14                 | -              | -                                            | 12.º                                               | 0               | 74 años    |
| Club Villa Dálmine                         | Campana               | 1964                  | 24                 | 2024           | 2                                            | 15.º                                               | 1               | 67 años    |
| Club Atlético Villa San Carlos             | Berisso               | 2009-10               | 16                 | 2019-20        | 7                                            | 21.º                                               | 3               | 100 años   |

### Distribución geográfica de los equipos participantes
| Jurisdicción                             | Cant. | Equipos |
| ---------------------------------------- | ----- | --- |
| Conurbano bonaerense                     | 13    | Acassuso, Argentino de Merlo, Argentino de Quilmes, Brown de Adrogué, Deportivo Armenio, Deportivo Laferrere, Deportivo Merlo, Dock Sud, Ferrocarril Midland, Liniers, San Martín (B), Sportivo Italiano y UAI Urquiza |
| Ciudad de Buenos Aires                   | 4     | Comunicaciones, Excursionistas, Fénix y Sacachispas |
| Interior de la provincia de Buenos Aires | 3     | Flandria, Real Pilar y Villa Dálmine |
| Gran La Plata                            | 1     | Villa San Carlos |

## Palmarés

### Segunda categoría del fútbol argentino

#### Segunda división
En 1935, con las reunificación del fútbol argentino, los clubes de la Primera División de la AFAP pasaron a formar parte de la Segunda División de la nueva entidad y se organizó un concurso con el esquema que perdura hasta la actualidad, con el nombre de Segunda División, en sus dos primeras ediciones, la competencia también la integraban las reservas de los clubes de Primera, pero a partir de 1937, estas formaron su propia categoría, reinstaurando el sistema de ascensos y descensos para los equipos de segundo nivel.
| Segunda División | Segunda División | Segunda División |
| ---------------- | ---------------- | ---------------- |

| Temporada | N.º de equipos | Campeón                          | Subcampeón                       | Tercero                          |
| --------- | -------------- | -------------------------------- | -------------------------------- | -------------------------------- |
| 1934      | 16             | River Plate II (44)              | San Lorenzo II (40)              | Estudiantes de Buenos Aires (38) |
| 1935      | 34             | Estudiantes de La Plata II (58)  | Independiente II (57)            | River Plate II (53)              |
| 1936      | 34             | Boca Juniors II (59)             | San Lorenzo II (53)              | River Plate II (52)              |
| 1937      | 17             | Almagro (26)                     | Excursionistas (24)              | El Porvenir (21)                 |
| 1938      | 16             | Argentino de Quilmes (40)        | Quilmes (40)                     | All Boys (39)                    |
| 1939      | 33             | Banfield (8)                     | All Boys (6)                     | Barracas Central (6)             |
| 1940      | 18             | Argentinos Juniors (49)          | Acassuso (48)                    | Temperley (43)                   |
| 1941      | 18             | Chacarita Juniors (58)           | Colegiales (45)                  | Almagro (41)                     |
| 1942      | 17             | Rosario Central (53)             | Excursionistas (45)              | Vélez Sarsfield (41)             |
| 1943      | 18             | Vélez Sarsfield (55)             | Unión (SF) (48)                  | Temperley (43)                   |
| 1944      | 21             | Gimnasia y Esgrima La Plata (66) | Tigre (58)                       | Almagro (55)                     |
| 1945      | 21             | Tigre (60)                       | Argentino (Rosario) (58)         | Temperley (57)                   |
| 1946      | 21             | Banfield (66)                    | Gimnasia y Esgrima La Plata (52) | Argentinos Juniors (51)          |
| 1947      | 20             | Gimnasia y Esgrima La Plata (57) | Quilmes (54)                     | Ferro Carril Oeste (53)          |
| 1948      | 22             | No hubo                          | No hubo                          | No hubo                          |

#### Primera División B
En 1948 se dispuso una reorganización de las categorías de ascenso, que incluía la reimplantación del cuarto nivel a partir de 1950, renombrando la categoría como Primera División B.
| Primera División B | Primera División B | Primera División B |
| ------------------ | ------------------ | ------------------ |

| Temporada | N.º de equipos | Campeón                      | Subcampeón                  | Tercero                 |
| --------- | -------------- | ---------------------------- | --------------------------- | ----------------------- |
| 1949      | 21             | Quilmes (63)                 | Colón (SF) (53)             | Unión (SF) (49)         |
| 1950      | 12             | Lanús (34)                   | Colón (SF) (31)             | Dock Sud (29)           |
| 1951      | 16             | Rosario Central (45)         | Colón (SF) (42)             | Almagro (42)            |
| 1952      | 18             | Gimnasia y Esgrima (LP) (51) | Tigre (50)                  | Colón (SF) (46)         |
| 1953      | 18             | Tigre (50)                   | Atlanta (46)                | Unión (SF) (43)         |
| 1954      | 18             | Estudiantes (LP) (46)        | Argentinos Juniors (43)     | Colón (SF) (43)         |
| 1955      | 18             | Argentinos Juniors (51)      | Unión (SF) (46)             | Talleres (RdE) (43)     |
| 1956      | 18             | Atlanta (51)                 | Central Córdoba (R) (44)    | Banfield (42)           |
| 1957      | 18             | Central Córdoba (R) (49)     | Platense (46)               | Unión (SF) (42)         |
| 1958      | 18             | Ferro Carril Oeste (50)      | Nueva Chicago (46)          | Chacarita Juniors (44)  |
| 1959      | 18             | Chacarita Juniors (45)       | Quilmes (42)                | Unión (SF) (40)         |
| 1960      | 18             | Los Andes (52)               | Tigre (44)                  | Banfield (41)           |
| 1961      | 18             | Quilmes (45)                 | Banfield (44)               | Nueva Chicago (44)      |
| 1962      | 18             | Banfield (52)                | Platense (43)               | Deportivo Español (41)  |
| 1963      | 17             | Ferro Carril Oeste (42)      | Unión (SF) (42)             | San Telmo (42)          |
| 1964      | 24             | Lanús (14)                   | Nueva Chicago (11)          | Deportivo Español (11)  |
| 1965      | 23             | Colón (SF) (62)              | Quilmes (59)                | Deportivo Morón (58)    |
| 1966      | 24             | Unión (SF) (58)              | Argentino de Quilmes (53)   | Deportivo Morón (51)    |
| 1967      | 21             | Defensores de Belgrano       | Tigre                       | No hubo                 |
| 1968      | 19             | Almagro (26)                 | Nueva Chicago (26)          | Unión (SF) (25)         |
| 1969      | 17             | Ferro Carril Oeste (24)      | San Telmo (22)              | Arsenal (21)            |
| 1970      | 16             | Ferro Carril Oeste (10)      | Almirante Brown(9)          | Arsenal (9)             |
| 1971      | 15             | Lanús (41)                   | Arsenal (35)                | San Telmo (32)          |
| 1972      | 17             | All Boys (48)                | Almirante Brown (45)        | Nueva Chicago (42)      |
| 1973      | 19             | Banfield (50)                | Temperley (46)              | Quilmes (45)            |
| 1974      | 20             | Temperley                    | Unión (SF)                  | Estudiantes (BA)        |
| 1975      | 20             | Quilmes (58)                 | San Telmo (53)              | Sarmiento (51)          |
| 1976 (I)  | 20             | Platense (26)                | Tigre (26)                  | Villa Dálmine (24)      |
| 1976 (II) | 20             | Lanús (47)                   | Almirante Brown (46)        | Tigre (45)              |
| 1977      | 19             | Estudiantes (BA) (48)        | Los Andes (46)              | Deportivo Armenio (42)  |
| 1978      | 18             | Ferro Carril Oeste (50)      | Almirante Brown (46)        | Los Andes (41)          |
| 1979      | 18             | Tigre (50)                   | Deportivo Italiano (49)     | Banfield (40)           |
| 1980      | 20             | Sarmiento (54)               | Atlanta (52)                | Nueva Chicago (50)      |
| 1981      | 22             | Nueva Chicago (58)           | Quilmes (55)                | Banfield (49)           |
| 1982      | 22             | San Lorenzo (57)             | Gimnasia (LP) (49)          | Chacarita Juniors (48)  |
| 1983      | 22             | Atlanta (53)                 | Tigre (50)                  | Deportivo Italiano (48) |
| 1984      | 22             | Deportivo Español (67)       | Defensores de Belgrano (55) | Racing Club (51)        |
| 1985      | 22             | Rosario Central (60)         | San Miguel (49)             | Racing Club (48)        |
| 1986      | 20 (+1)        | No hubo                      | No hubo                     | No hubo                 |

### Tercera categoría del fútbol argentino

#### Primera B
En 1985 se dispuso una nueva reorganización del fútbol argentino, que incluyó la disputa de las temporadas con el sistema europeo y la incorporación de una nueva segunda categoría, llamada Torneo Nacional B, que estableció un sistema de ascensos y descensos para los clubes del interior que están clubes indirectamente afiliados a la AFA. Consecuentemente la categoría pasó a ser la tercera de la pirámide.
| Torneos largos | Torneos largos | Torneos largos |
| -------------- | -------------- | -------------- |

| Temporada | N.º de equipos | Campeón             | Subcampeón      | Tercero             |
| --------- | -------------- | ------------------- | --------------- | ------------------- |
| 1986-87   | 18             | Quilmes             | Almirante Brown | Estudiantes (BA)    |
| 1987-88   | 16             | Talleres (RdE)      | Almagro         | Nueva Chicago       |
| 1988-89   | 16             | Villa Dálmine       | Argentino (R)   | Central Córdoba (R) |
| 1989-90   | 17             | Deportivo Morón     | Atlanta         | All Boys            |
| 1990-91   | 16             | Central Córdoba (R) | Almagro         | Nueva Chicago       |
| 1991-92   | 17             | Ituzaingó           | Los Andes       | Sarmiento (J)       |
| 1992-93   | 18             | All Boys            | Sarmiento (J)   | Chacarita Juniors   |

| Torneos Apertura y Clausura | Torneos Apertura y Clausura | Torneos Apertura y Clausura |
| --------------------------- | --------------------------- | --------------------------- |

| Temporada | N.º de equipos | Campeón            | Subcampeón             | Tercero          |
| --------- | -------------- | ------------------ | ---------------------- | ---------------- |
| 1993-94   | 18             | Chacarita Juniors  | Tigre                  | Atlanta          |
| 1994-95   | 18             | Atlanta            | Dock Sud               | Sarmiento (J)    |
| 1995-96   | 19             | Deportivo Italiano | Almagro                | Estudiantes (BA) |
| 1996-97   | 18             | Defensa y Justicia | Tristán Suárez         | San Miguel       |
| 1997-98   | 18             | El Porvenir        | Deportivo Armenio      | Argentino (R)    |
| 1998-99   | 18             | Argentino (R)      | Defensores de Belgrano | Tristán Suárez   |

| Torneos largos | Torneos largos | Torneos largos |
| -------------- | -------------- | -------------- |

| Temporada | N.º de equipos | Campeón                | Subcampeón         | Tercero |
| --------- | -------------- | ---------------------- | ------------------ | ------- |
| 1999-00   | 18             | Estudiantes (BA)       | Sarmiento (J)      | No hubo |
| 2000-01   | 20             | Defensores de Belgrano | Temperley          | No hubo |
| 2001-02   | 22             | Deportivo Español      | Ferro Carril Oeste | No hubo |

| Torneos Apertura y Clausura | Torneos Apertura y Clausura | Torneos Apertura y Clausura |
| --------------------------- | --------------------------- | --------------------------- |

| Temporada | N.º de equipos | Campeón            | Subcampeón       | Tercero        |
| --------- | -------------- | ------------------ | ---------------- | -------------- |
| 2002-03   | 23             | Ferro Carril Oeste | Almirante Brown  | Platense       |
| 2003-04   | 22             | Sarmiento (J)      | Atlanta          | Tristán Suárez |
| 2004-05   | 21             | Tigre              | Platense         | Atlanta        |
| 2005-06   | 22             | Platense           | Sarmiento (J)    | Temperley      |
| 2006-07   | 22             | Almirante Brown    | Estudiantes (BA) | Tristán Suárez |

| Torneos largos | Torneos largos | Torneos largos |
| -------------- | -------------- | -------------- |

| Temporada | N.º de equipos | Campeón                                                                 | Subcampeón                                                              | Tercero                                                                 |                                                                         |
| --------- | -------------- | ----------------------------------------------------------------------- | ----------------------------------------------------------------------- | ----------------------------------------------------------------------- | ----------------------------------------------------------------------- |
| 2007-08   | 21             | All Boys                                                                | Deportivo Morón                                                         | Sportivo Italiano                                                       |                                                                         |
| 2008-09   | 21             | Sportivo Italiano                                                       | Nueva Chicago                                                           | Sarmiento (J)                                                           |                                                                         |
| 2009-10   | 21             | Almirante Brown                                                         | Sarmiento (J)                                                           | Tristán Suárez                                                          |                                                                         |
| 2010-11   | 22             | Atlanta                                                                 | Estudiantes (BA)                                                        | Defensores de Belgrano                                                  |                                                                         |
| 2011-12   | 21             | Sarmiento (J)                                                           | Colegiales                                                              | Estudiantes (BA)                                                        |                                                                         |
| 2012-13   | 21             | Villa San Carlos                                                        | Platense                                                                | Atlanta                                                                 |                                                                         |
| 2013-14   | 21             | Nueva Chicago                                                           | Temperley                                                               | Atlanta                                                                 |                                                                         |
| 2014      | 22             | No hubo                                                                 | No hubo                                                                 | No hubo                                                                 |                                                                         |
| 2015      | 22             | Brown                                                                   | Estudiantes (BA)                                                        | Defensores de Belgrano                                                  |                                                                         |
| 2016      | 20             | Flandria                                                                | Atlanta                                                                 | Colegiales                                                              |                                                                         |
| 2016-17   | 19             | Deportivo Morón                                                         | Deportivo Riestra                                                       | Atlanta                                                                 |                                                                         |
| 2017-18   | 18             | Platense                                                                | Estudiantes (BA)                                                        | Acassuso                                                                |                                                                         |
| 2018-19   | 20             | Barracas Central                                                        | Atlanta                                                                 | Estudiantes (BA)                                                        |                                                                         |
| 2019-20   | 18             | No hubo, debido a la cancelación del torneo por la pandemia de COVID-19 | No hubo, debido a la cancelación del torneo por la pandemia de COVID-19 | No hubo, debido a la cancelación del torneo por la pandemia de COVID-19 | No hubo, debido a la cancelación del torneo por la pandemia de COVID-19 |

| Torneo de transición | Torneo de transición | Torneo de transición | Torneo de transición |
| -------------------- | -------------------- | -------------------- | -------------------- |

| Temporada | N.º de equipos | Campeón         | Subcampeón | Tercero |
| --------- | -------------- | --------------- | ---------- | ------- |
| 2020      | 18             | Almirante Brown | No hubo    | No hubo |

| Torneos Apertura y Clausura | Torneos Apertura y Clausura | Torneos Apertura y Clausura |
| --------------------------- | --------------------------- | --------------------------- |

| Temporada | N.º de equipos | Campeón           | Subcampeón | Tercero |
| --------- | -------------- | ----------------- | ---------- | ------- |
| 2021      | 17             | Flandria          | No hubo    | No hubo |
| 2022      | 17             | Defensores Unidos | No hubo    | No hubo |
| 2023      | 17             | Talleres (RdE)    | No hubo    | No hubo |
| 2024      | 22             | Colegiales        | No hubo    | No hubo |

### Logros por equipo
- Segunda división: Primera B (1937-1986)[16]
- Tercera división: Primera B Metropolitana (1986-87 en adelante)

| Equipo                 | Campeonatos totales | Subcampeonatos totales | Campeón de 2.ª categoría         | Subcampeón de 2.ª categoría                | Campeón de 3.ª categoría   | Subcampeón de 3.ª categoría         |
| ---------------------- | ------------------- | ---------------------- | -------------------------------- | ------------------------------------------ | -------------------------- | ----------------------------------- |
| Ferro Carril Oeste     | 6                   | 1                      | 5 (1958, 1963, 1969, 1970, 1978) | 0                                          | 1 (2002-03)                | 1 (2001-02)                         |
| Tigre                  | 4                   | 7                      | 3 (1945, 1953, 1979)             | 6 (1944, 1952, 1960, 1967, 1976(PT), 1983) | 1 (2004-05)                | 1 (1993-94)                         |
| Atlanta                | 4                   | 6                      | 2 (1956, 1983)                   | 2 (1953, 1980)                             | 2 (1994-95, 2010-11)       | 4 (1989-90, 2003-04, 2016, 2018-19) |
| Quilmes                | 4                   | 5                      | 3 (1949, 1961, 1975)             | 5 (1938, 1947, 1959 1965, 1981)            | 1 (1986-87)                | 0                                   |
| Banfield               | 4                   | 1                      | 4 (1939, 1946, 1962, 1973)       | 1 (1961)                                   | 0                          | 0                                   |
| Lanús                  | 4                   | 0                      | 4 (1950, 1964, 1971, 1976 (ST))  | 0                                          | 0                          | 0                                   |
| Almirante Brown        | 3                   | 6                      | 0                                | 4 (1970, 1972, 1978, 1976 (ST))            | 3 (2006-07, 2009-10, 2020) | 2 (1986-87, 2002-03)                |
| Platense               | 3                   | 4                      | 1 (1976 (PT))                    | 2 (1957, 1962)                             | 2 (2005-06, 2017-18)       | 2 (2004-05, 2012-13)                |
| Gimnasia (LP)          | 3                   | 2                      | 3 (1944, 1947, 1952)             | 3 (1946, 1982)                             | 0                          | 0                                   |
| Sarmiento (J)          | 3                   | 3                      | 1 (1980)                         | 1 (1963)                                   | 2 (2003-04, 2011-12)       | 3 (1992-93, 1999-00, 2009-10)       |
| Chacarita Juniors      | 3                   | 1                      | 2 (1941, 1959),                  | 0                                          | 1 (1993-94)                | 0                                   |
| All Boys               | 3                   | 1                      | 1 (1972)                         | 1 (1939)                                   | 2 (1992-93, 2007-08)       | 0                                   |
| Rosario Central        | 3                   | 0                      | 3 (1942, 1951, 1985)             | 0                                          | 0                          | 0                                   |
| Nueva Chicago          | 2                   | 4                      | 1 (1981)                         | 3 (1958, 1964), 1968)                      | 1 (2013-14)                | 1 (2008-09)                         |
| Estudiantes (BA)       | 2                   | 4                      | 1 (1977)                         | 0                                          | 1 (1999-00)                | 4 (2006-07, 2010-11, 2015, 2017-18) |
| Almagro                | 2                   | 3                      | 2 (1937, 1968)                   | 0                                          | 0                          | 3 (1987-88, 1990-91, 1995-96)       |
| Argentinos Juniors     | 2                   | 1                      | 2 (1940, 1955)                   | 1 (1954)                                   | 0                          | 0                                   |
| Central Córdoba (R)    | 2                   | 1                      | 1 (1957)                         | 1 (1956)                                   | 1 (1990-91)                | 0                                   |
| Defensores de Belgrano | 2                   | 2                      | 1 (1967)                         | 1 (1984)                                   | 1 (2000-01)                | 1 (1998-99)                         |
| Sportivo Italiano      | 2                   | 1                      | 0                                | 1 (1979)                                   | 2 (1995-96, 2008-09)       | 0                                   |
| Deportivo Morón        | 2                   | 1                      | 0                                | 0                                          | 2 (1989-90, 2016-17)       | 1 (2007-08)                         |
| Deportivo Español      | 2                   | 0                      | 1 (1984)                         | 0                                          | 1 (2001-02)                | 0                                   |
| Flandria               | 2                   | 0                      | 0                                | 0                                          | 2 (2016, 2021)             | 0                                   |
| Talleres (RdE)         | 2                   | 0                      | 0                                | 0                                          | 2 (1987-88, 2023)          | 0                                   |
| Colón                  | 1                   | 3                      | 1 (1965)                         | 3 (1949, 1950, 1951)                       | 0                          | 0                                   |
| Unión (SF)             | 1                   | 3                      | 1 (1966)                         | 3 (1943, 1955, 1974)                       | 0                          | 0                                   |
| Los Andes              | 1                   | 3                      | 1 (1960)                         | 2 (1967, 1977)                             | 0                          | 1 (1991-92)                         |
| Temperley              | 1                   | 3                      | 1 (1974)                         | 1 (1973)                                   | 0                          | 2 (2000-01, 2013-14)                |
| Argentino de Rosario   | 1                   | 2                      | 0                                | 1 (1945)                                   | 1 (1998-99)                | 1 (1988-89)                         |
| Colegiales             | 1                   | 2                      | 0                                | 1 (1941)                                   | 1 (2024)                   | 1 (2011-12)                         |
| Argentino de Quilmes   | 1                   | 1                      | 1 (1938)                         | 1 (1966)                                   | 0                          | 0                                   |
| Vélez Sarsfield        | 1                   | 0                      | 1 (1943)                         | 0                                          | 0                          | 0                                   |
| Estudiantes (LP)       | 1                   | 0                      | 1 (1954)                         | 0                                          | 0                          | 0                                   |
| San Lorenzo            | 1                   | 0                      | 1 (1982)                         | 0                                          | 0                          | 0                                   |
| Defensa y Justicia     | 1                   | 0                      | 0                                | 0                                          | 1 (1996-97)                | 0                                   |
| El Porvenir            | 1                   | 0                      | 0                                | 0                                          | 1 (1997-98)                | 0                                   |
| Ituzaingó              | 1                   | 0                      | 0                                | 0                                          | 1 (1991-92)                | 0                                   |
| Villa Dálmine          | 1                   | 0                      | 0                                | 0                                          | 1 (1988-89)                | 0                                   |
| Villa San Carlos       | 1                   | 0                      | 0                                | 0                                          | 1 (2012-13)                | 0                                   |
| Brown (A)              | 1                   | 0                      | 0                                | 0                                          | 1 (2015)                   | 0                                   |
| Barracas Central       | 1                   | 0                      | 0                                | 0                                          | 1 (2018-19)                | 0                                   |
| San Telmo              | 0                   | 3                      | 0                                | 3 (1963, 1969, 1975)                       | 0                          | 0                                   |
| Excursionistas         | 0                   | 2                      | 0                                | 2 (1937, 1942)                             | 0                          | 0                                   |
| Arsenal                | 0                   | 2                      | 0                                | 1 (1971)                                   | 0                          | 1 (1991-92)                         |
| Acassuso               | 0                   | 1                      | 0                                | 1 (1940)                                   | 0                          | 0                                   |
| San Miguel             | 0                   | 1                      | 0                                | 1 (1985)                                   | 0                          | 0                                   |
| Deportivo Armenio      | 0                   | 1                      | 0                                | 0                                          | 0                          | 1 (1997-98)                         |
| Dock Sud               | 0                   | 1                      | 0                                | 0                                          | 0                          | 1 (1994-95)                         |
| Tristán Suárez         | 0                   | 1                      | 0                                | 0                                          | 0                          | 1 (1996-97)                         |
| Deportivo Riestra      | 0                   | 1                      | 0                                | 0                                          | 0                          | 1 (2016-17)                         |

## Temporadas en la Primera B
Se consideran las temporadas durante las cuales se disputaron los torneos de 1935, 1936, y el Torneo Apertura 1986.
- Actualizado al campeonato de 2017/18

| Equipo                   | Temporadas 2.ª categoría | Temporadas 3.ª categoría | Temporadas totales |
| ------------------------ | ------------------------ | ------------------------ | ------------------ |
| Defensores de Belgrano   | 44                       | 24                       | 68                 |
| Temperley                | 45                       | 19                       | 64                 |
| Almagro                  | 45                       | 15                       | 60                 |
| Estudiantes (BA)         | 33                       | 25                       | 58                 |
| Talleres (RdE)           | 38                       | 19                       | 57                 |
| Nueva Chicago            | 47                       | 10                       | 57                 |
| All Boys                 | 42                       | 14                       | 56                 |
| Los Andes                | 38                       | 14                       | 52                 |
| El Porvenir              | 39                       | 13                       | 52                 |
| Dock Sud                 | 38                       | 8                        | 46                 |
| Argentino de Quilmes     | 31                       | 12                       | 43                 |
| Sarmiento (J)            | 25                       | 17                       | 42                 |
| Tigre                    | 32                       | 9                        | 41                 |
| Excursionistas           | 36                       | 2                        | 38                 |
| San Telmo                | 18                       | 20                       | 38                 |
| Central Córdoba          | 25                       | 12                       | 37                 |
| Quilmes                  | 35                       | 1                        | 36                 |
| Deportivo Móron          | 23                       | 13                       | 36                 |
| Deportivo Armenio        | 9                        | 26                       | 35                 |
| Almirante Brown          | 21                       | 13                       | 34                 |
| Atlanta                  | 11                       | 23                       | 34                 |
| Sportivo Italiano        | 18                       | 14                       | 32                 |
| Unión (SF)               | 29                       | 0                        | 29                 |
| Deportivo Español        | 12                       | 15                       | 27                 |
| Platense                 | 14                       | 12                       | 26                 |
| Colegiales               | 13                       | 13                       | 26                 |
| Tristán Suárez           | 0                        | 25                       | 25                 |
| Arsenal                  | 18                       | 7                        | 25                 |
| Argentino de Rosario     | 9                        | 16                       | 25                 |
| Banfield                 | 24                       | 0                        | 24                 |
| Flandria                 | 9                        | 15                       | 23                 |
| Villa Dálmine            | 13                       | 8                        | 21                 |
| Comunicaciones           | 8                        | 13                       | 20                 |
| Acassuso                 | 9                        | 10                       | 19                 |
| Colón                    | 19                       | 0                        | 19                 |
| Brown de Adrogúe         | 0                        | 18                       | 18                 |
| Argentinos Juniors       | 18                       | 0                        | 18                 |
| Barracas Central         | 11                       | 6                        | 16                 |
| San Miguel               | 2                        | 16                       | 16                 |
| Lanús                    | 15                       | 0                        | 15                 |
| Deportivo Merlo          | 0                        | 15                       | 15                 |
| Defensores de Cambaceres | 0                        | 15                       | 15                 |
| Chacarita Juniors        | 7                        | 8                        | 15                 |
| Deportivo Laferrere      | 0                        | 11                       | 11                 |
| Gimnasia La Plata        | 9                        | 0                        | 9                  |
| Ferro Carril Oeste       | 7                        | 2                        | 9                  |
| Villa San Carlos         | 0                        | 8                        | 8                  |
| Tiro Federal (Rosario)   | 8                        | 0                        | 8                  |
| Berazategui              | 0                        | 7                        | 7                  |
| UAI Urquiza              | 0                        | 6                        | 6                  |
| Feníx                    | 0                        | 6                        | 6                  |
| Ituzaíngo                | 0                        | 5                        | 5                  |
| Defensores Unidos        | 0                        | 5                        | 5                  |
| Defensa y Justicia       | 1                        | 4                        | 5                  |
| Leandro N. Alem          | 0                        | 4                        | 4                  |
| Deportivo Riestra        | 0                        | 4                        | 4                  |
| General Lamadrid         | 0                        | 3                        | 3                  |
| Sportivo Barracas        | 3                        | 0                        | 3                  |
| Liniers                  | 3                        | 0                        | 3                  |
| Veléz Sarsfield          | 3                        | 0                        | 3                  |
| Rosario Central          | 4                        | 0                        | 4                  |
| Newell"s Old Boys        | 1                        | 0                        | 1                  |
| Luján                    | 0                        | 2                        | 2                  |
| Racing Club              | 2                        | 0                        | 2                  |
| Sacachispas              | 0                        | 1                        | 1                  |
| Ferrocarril Midland      | 0                        | 1                        | 1                  |
| Estudiantes de La Plata  | 1                        | 0                        | 1                  |
| San Lorenzo              | 1                        | 0                        | 1                  |

Los equipos en negrita juegan actualmente en la Primera B Metropolitana.

## Movilidad interdivisional

### Con la categoría superior

#### Con la Primera División
| Temporada | Descendidos de la Primera División | Ascendidos de la Segunda División            |
| --------- | ---------------------------------- | -------------------------------------------- |
| 1937      | No hubo                            | Almagro (campeón)                            |
| 1938      | Argentinos Juniors Quilmes         | Argentino de Quilmes (campeón)               |
| 1939      | Almagro Talleres (RdE)             | Banfield (campeón)                           |
| 1940      | Argentino de Quilmes               | No hubo                                      |
| 1941      | Vélez Sarsfield Chacarita Juniors  | Chacarita Juniors (campeón)                  |
| 1942      | Rosario Central                    | Rosario Central (campeón)                    |
| 1943      | Tigre                              | Vélez Sarsfield (campeón)                    |
| 1944      | Gimnasia y Esgrima La Plata        | Gimnasia y Esgrima La Plata (campeón)        |
| 1945      | Banfield                           | Tigre (campeón)                              |
| 1946      | Gimnasia y Esgrima La Plata        | Banfield (campeón)                           |
| 1947      | Ferro Carril Oeste                 | Gimnasia y Esgrima La Plata (campeón)        |
| 1948      | Atlanta                            | Atlanta(decreto) Ferro Carril Oeste(decreto) |

| Temporada | Descendidos de la Primera División                                                            | Ascendidos de la Primera División B                                            |
| --------- | --------------------------------------------------------------------------------------------- | ------------------------------------------------------------------------------ |
| 1949      | No hubo                                                                                       | Quilmes (campeón)                                                              |
| 1950      | Lanús                                                                                         | Lanús (campeón)                                                                |
| 1951      | Tigre Rosario Central                                                                         | Rosario Central (campeón)                                                      |
| 1952      | Quilmes Gimnasia y Esgrima La Plata                                                           | Gimnasia y Esgrima La Plata (campeón)                                          |
| 1953      | Atlanta                                                                                       | Tigre (campeón)                                                                |
| 1954      | Estudiantes de La Plata                                                                       | Estudiantes de La Plata (campeón)                                              |
| 1955      | Banfield                                                                                      | Argentinos Juniors (campeón)                                                   |
| 1956      | Platense                                                                                      | Atlanta (campeón)                                                              |
| 1957      | Chacarita Juniors                                                                             | Central Córdoba (campeón)                                                      |
| 1958      | Ferro Carril Oeste                                                                            | Ferro Carril Oeste (campeón)                                                   |
| 1959      | Tigre                                                                                         | Chacarita Juniors (campeón)                                                    |
| 1960      | Central Córdoba                                                                               | Los Andes (campeón)                                                            |
| 1961      | Newell's Old Boys                                                                             | Quilmes(campeón)                                                               |
| 1962      | Lanús Los Andes                                                                               | Banfield (campeón)                                                             |
| 1963      | Quilmes Ferro Carril Oeste                                                                    | Ferro Carril Oeste (campeón) Newell's Old Boys(juicio público)                 |
| 1964      | No hubo                                                                                       | Lanús (campeón) Platense (subcampeón)                                          |
| 1965      | No hubo                                                                                       | Colón (campeón) Quilmes (subcampeón)                                           |
| 1966      | No hubo                                                                                       | Unión (SF) (campeón) Deportivo Español (Reducido)                              |
| 1967      | No hubo                                                                                       | Tigre (por reclasificatorio) Los Andes (por reclasificatorio)                  |
| 1968      | Unión (SF) (por reclasificatorio) Deportivo Español (por reclasificatorio)                    | Unión (SF) (por reclasificatorio) Deportivo Morón (por reclasificatorio)       |
| 1969      | Ferro Carril Oeste (por reclasificatorio) Tigre (por reclasificatorio)                        | No hubo                                                                        |
| 1970      | Deportivo Morón (por reclasificatorio)                                                        | Ferro Carril Oeste (por reclasificatorio)                                      |
| 1971      | Unión (SF) (por reclasificatorio) Lanús (por reclasificatorio) Quilmes (por reclasificatorio) | Lanús (campeón)                                                                |
| 1972      | Los Andes Platense                                                                            | All Boys (campeón)                                                             |
| 1973      | Lanús (por reclasificatorio) Banfield (por reclasificatorio)                                  | Banfield (campeón)                                                             |
| 1974      | No hubo                                                                                       | Temperley (campeón) Unión (SF) (subcampeón)                                    |
| 1975      | No hubo                                                                                       | Quilmes (campeón) San Telmo (ganador del Reducido)                             |
| 1976      | No hubo                                                                                       | Platense (campeón PT) Lanús (campeón ST)                                       |
| 1977      | San Telmo                                                                                     | Estudiantes (BA) (campeón)                                                     |
| 1978      | Ferro Carril Oeste Temperley Lanús                                                            | Ferro Carril Oeste (campeón)                                                   |
| 1979      | Estudiantes (BA) Banfield                                                                     | Tigre (campeón)                                                                |
| 1980      | Atlanta Chacarita Juniors Gimnasia y Esgrima La Plata                                         | Sarmiento (J) (campeón)                                                        |
| 1981      | Tigre All Boys Quilmes                                                                        | Nueva Chicago (campeón) Quilmes (subcampeón)                                   |
| 1982      | San Lorenzo Colón                                                                             | San Lorenzo (campeón) Temperley (ganador del Reducido)                         |
| 1983      | Sarmiento (J) Quilmes                                                                         | Atlanta (campeón) Chacarita Juniors (ganador del Reducido)                     |
| 1984      | Racing Club Nueva Chicago                                                                     | Deportivo Español (campeón) Gimnasia y Esgrima La Plata (ganador del Reducido) |
| 1985      | Atlanta Rosario Central                                                                       | Rosario Central (campeón) Racing Club (ganador del Reducido)                   |
| 1986      | No había nexo                                                                                 | Sportivo Italiano (ganador del Reclasificatorio)                               |

#### Con la Primera B Nacional
| Temporada | Descendidos del Nacional B                                | Ascendidos de la Primera B |
| --------- | --------------------------------------------------------- | --- |
| 1986      | No existía                                                | Los Andes Defensa y Justicia Lanús Banfield Tigre Deportivo Armenio Colón                                                                    |
| 1986-87   | No hubo                                                   | Quilmes (Campeón) Almirante Brown (Zonal Sureste)                                                                                            |
| 1987-88   | No hubo                                                   | Talleres (RE) (Campeón) |
| 1988-89   | No hubo                                                   | Villa Dálmine (Campeón) |
| 1989-90   | Chacarita Juniors Temperley                               | Deportivo Morón (Campeón) Atlanta (Zonal Sureste) Deportivo Laferrere (Zonal Noroeste)                                                       |
| 1990-91   | Los Andes Deportivo Armenio                               | Central Córdoba (R) (Campeón) Nueva Chicago (Zonal Noroeste)                                                                                 |
| 1991-92   | Tigre Atlanta                                             | Ituzaingó (Campeón) Arsenal (Zonal Sureste)                                                                                                  |
| 1992-93   | No hubo                                                   | All Boys (Campeón) Sarmiento (Zonal Sureste)                                                                                                 |
| 1993-94   | Villa Dálmine Defensa y Justicia                          | Chacarita Juniors (Campeón) Los Andes (Reducido)                                                                                             |
| 1994-95   | Ituzaingó Sarmiento                                       | Atlanta (Campeón) Tigre (Reducido) |
| 1995-96   | Talleres (RdE) Sportivo Italiano Deportivo Laferrere      | Sportivo Italiano (Campeón) Estudiantes (BA) (Reducido) Almagro (Reclasificatorio) Sarmiento (Reclasificatorio) Temperley (Reclasificatorio) |
| 1996-97   | Tigre                                                     | Defensa y Justicia (Campeón) San Miguel (Reducido)                                                                                           |
| 1997-98   | Sarmiento Temperley                                       | El Porvenir (Campeón) Tigre (Reducido) |
| 1998-99   | Almirante Brown Sportivo Italiano                         | Argentino (R) (Campeón) Temperley (Reducido)                                                                                                 |
| 1999-00   | Atlanta Estudiantes (BA)                                  | Estudiantes (BA) (Campeón) |
| 2000-01   | Deportivo Español Deportivo Morón Argentino (R) Temperley | Defensores de Belgrano (Campeón) |
| 2001-02   | San Miguel All Boys Estudiantes (BA) Ferro                | Deportivo Español (Campeón) |
| 2002-03   | Tigre Central Córdoba (R) Platense                        | Ferro (Campeón) |
| 2003-04   | Deportivo Español                                         | Sarmiento (Campeón) |
| 2004-05   | Los Andes                                                 | Tigre (Campeón) |
| 2005-06   | Defensores de Belgrano Sarmiento                          | Platense (Campeón) |
| 2006-07   | El Porvenir                                               | Almirante Brown (Campeón) |
| 2007-08   | No hubo                                                   | All Boys (Campeón) Los Andes (Promoción) |
| 2008-09   | Almirante Brown Nueva Chicago (Promoción)                 | Sportivo Italiano (Campeón) Deportivo Merlo (Promoción)                                                                                      |
| 2009-10   | Almagro Los Andes (Promoción)                             | Almirante Brown (Campeón) |
| 2010-11   | Sportivo Italiano Platense                                | Atlanta (Campeón) |
| 2011-12   | No hubo                                                   | Sarmiento (Campeón) Nueva Chicago (Promoción)                                                                                                |
| 2012-13   | Atlanta Chacarita Juniors (Promoción)                     | Villa San Carlos (Campeón) Brown de Adrogué (Reducido)                                                                                       |
| 2013-14   | Deportivo Merlo Nueva Chicago                             | Nueva Chicago (Campeón) Temperley (Reducido)                                                                                                 |
| 2014      | Brown de Adrogué Almirante Brown Villa San Carlos         | Chacarita Juniors (Ganador Zona A) Los Andes (Ganador Zona B) Villa Dálmine (Reducido)                                                       |
| 2015      | No hubo                                                   | Brown de Adrogué (Campeón) Almagro (Reducido)                                                                                                |
| 2016      | No hubo                                                   | Flandria (Campeón) |
| 2016-17   | No hubo                                                   | Deportivo Morón (Campeón) Deportivo Riestra (Reducido)                                                                                       |
| 2017-18   | No hubo                                                   | Platense (Campeón) Defensores de Belgrano (Reducido)                                                                                         |
| 2018-19   | All Boys Deportivo Riestra Flandria                       | Barracas Central Atlanta Estudiantes (BA) Deportivo Riestra All Boys                                                                         |
| 2019-20   | Los Andes                                                 | No hubo |
| 2020      | No hubo                                                   | Almirante Brown (Campeón) Tristán Suárez (Segundo ascenso) San Telmo (Tercer ascenso)                                                        |
| 2021      | No hubo                                                   | Flandria (Campeón) Sacachispas (Reducido) |
| 2022      | No hubo                                                   | Defensores Unidos (Campeón) |
| 2023      | Sacachispas                                               | Talleres (RdE) (Campeón) San Miguel (Tercer ascenso)                                                                                         |
| 2024      | Flandria Villa Dálmine                                    | Colegiales (Campeón) |

### Con la categoría inferior

#### Con la Primera C
| Temporada | Ascendidos de la Tercera División | Descendidos de la Segunda División              |
| --------- | --------------------------------- | ----------------------------------------------- |
| 1937      | Sportivo Alsina (campeón)         | Nueva Chicago Sportivo Barracas Sportivo Alsina |
| 1938      | Acassuso (campeón)                | Banfield                                        |
| 1939      | Los Andes (campeón)               | Sportivo Buenos Aires                           |
| 1940      | Boulougne (campeón)               | Boulogne Estudiantes (BA)                       |
| 1941      | Nueva Chicago (campeón)           | Argentino de Quilmes Barracas Central Los Andes |
| 1942      | Sportivo Alsina (campeón)         | El Porvenir Sportivo Alsina                     |
| 1943      | Estudiantes (BA) (campeón)        | Argentino de Quilmes                            |
| 1944      | El Porvenir (campeón)             | Colegiales                                      |
| 1945      | Barracas Central (campeón)        | All Boys                                        |
| 1946      | Argentino de Quilmes (campeón)    | Acassuso Barracas Central                       |
| 1947      | All Boys (campeón)                | Argentino de Quilmes Dock Sud                   |
| 1948      | Colegiales (campeón)              | No hubo                                         |

| Temporada | Ascendidos de la Primera División Amateur                                        | Descendidos de la Primera División B |
| --------- | -------------------------------------------------------------------------------- | --- |
| 1949      | Barracas Central (campeón)                                                       | All Boys Argentino de Rosario Barracas Central Central Córdoba Colegiales Defensores de Belgrano Estudiantes (BA) Excursionistas Tiro Federal |
| 1950      | No hubo                                                                          | No hubo |
| 1951      | All Boys (campeón) Defensores de Belgrano (Promovido) Excursionistas (Promovido) | El Porvenir |
| 1952      | Tiro Federal (campeón)                                                           | Defensores de Belgrano |
| 1953      | Central Córdoba (campeón)                                                        | Tiro Federal |
| 1954      | Defensores de Belgrano (campeón)                                                 | Los Andes |
| 1955      | El Porvenir (campeón)                                                            | Defensores de Belgrano |
| 1956      | Colegiales (campeón)                                                             | Colegiales |
| 1957      | San Telmo (campeón)                                                              | Argentino de Quilmes |
| 1958      | Los Andes (campeón)                                                              | San Telmo |
| 1959      | Defensores de Belgrano (campeón)                                                 | Colón |
| 1960      | Deportivo Morón (campeón)                                                        | Talleres (RdE) |
| 1961      | Deportivo Español (campeón)                                                      | Defensores de Belgrano El Porvenir |

| Temporada | Ascendidos de la Segunda División de Ascenso | Descendidos de la Primera División B                                                                   |
| --------- | --- | --- |
| 1962      | San Telmo (campeón) | All Boys Almagro Excursionistas                                                                        |
| 1963      | Sportivo Italiano (campeón) | No hubo                                                                                                |
| 1964      | Villa Dálmine(campeón) All Boys (Reestructuración) Almagro (Reestructuración) Argentino de Quilmes (Reestructuración) Colón (Reestructuración) Defensores de Belgrano (Reestructuración) El Porvenir (Reestructuración) Excursionistas (Reestructuración) Talleres (RdE) (Reestructuración) | No hubo                                                                                                |
| 1965      | Arsenal (campeón) | No hubo                                                                                                |
| 1966      | Almirante Brown (campeón) | No hubo                                                                                                |
| 1967      | Estudiantes (BA) (campeón) | Central Córdoba (Reclasificatorio) El Porvenir (Reclasificatorio) Talleres (RdE) (Reclasificatorio)    |
| 1968      | Liniers (Reclasificatorio) | Sportivo Italiano (Reclasificatorio) Sarmiento (J) (Reclasificatorio) Villa Dálmine (Reclasificatorio) |
| 1969      | El Porvenir (Reclasificatorio) | Argentino de Quilmes (Reclasificatorio) Dock Sud (Reclasificatorio) El Porvenir (Reclasificatorio)     |
| 1970      | Comunicaciones (Reclasificatorio) | Almagro (Reclasificatorio) Liniers (Reclasificatorio) Tigre (Reclasificatorio)                         |
| 1971      | Talleres (RdE) (campeón) | Defensores de Belgrano                                                                                 |
| 1972      | Almagro (campeón) Tigre (subcampeón) | Deportivo Español Excursionistas                                                                       |
| 1973      | Defensores de Belgrano (campeón) Flandria (subcampeón) | No hubo                                                                                                |

| Temporada | Ascendidos de la Primera División C                           | Descendidos de la Primera División B                          |
| --------- | ------------------------------------------------------------- | ------------------------------------------------------------- |
| 1974      | Central Córdoba (campeón) Dock Sud (subcampeón)               | No hubo                                                       |
| 1975      | Sportivo Italiano (campeón) Sarmiento de Junín (subcampeón)   | No hubo                                                       |
| 1976      | Villa Dálmine (campeón) El Porvenir (subcampeón)              | Dock Sud Sarmiento (J)                                        |
| 1977      | Deportivo Armenio (campeón) Argentino de Quilmes (subcampeón) | Central Córdoba Comunicaciones Deportivo Morón Talleres (RdE) |
| 1978      | Sarmiento de Junín (campeón)                                  | Lanús San Telmo                                               |
| 1979      | Talleres (RdE) (campeón)                                      | Flandria                                                      |
| 1980      | Deportivo Español (campeón)                                   | Chacarita Juniors                                             |
| 1981      | Deportivo Morón (campeón)                                     | Almagro Villa Dálmine                                         |
| 1982      | Lanús (campeón) Chacarita Juniors (subcampeón)                | Argentino de Quilmes Talleres (RdE)                           |
| 1983      | Villa Dálmine (campeón) Central Córdoba (subcampeón)          | Central Córdoba Villa Dálmine                                 |
| 1984      | Argentino de Rosario (campeón) Talleres (RdE) (subcampeón)    | Arsenal Deportivo Armenio                                     |
| 1985      | San Miguel (campeón) Villa Dálmine (subcampeón)               | Talleres (RdE) Sarmiento (J)                                  |
| 1986      | Defensa y Justicia (campeón) Deportivo Armenio (subcampeón)   | No hubo                                                       |

| Temporada | Ascendidos de la Primera C | Descendidos de la Primera B                 |
| --------- | --- | ------------------------------------------- |
| 1986-87   | Almagro (Reestructuración) Arsenal (Reestructuración) Berazategui (Reestructuración) Comunicaciones (Reestructuración) Deportivo Merlo (Reestructuración) Dock Sud (Reestructuración)                       | Comunicaciones Dock Sud                     |
| 1987-88   | Deportivo Laferrere (Campeón) Talleres (RdE) (Ganador Torneo Reducido) | Berazategui                                 |
| 1988-89   | Central Córdoba (Campeón) Defensores Unidos (Ganador Torneo Reducido) | Argentino de Rosario Defensores Unidos      |
| 1989-90   | Argentino de Quilmes (Campeón) Ituzaingó (Ganador Reclasificatorio) | Argentino de Quilmes Defensores de Belgrano |
| 1990-91   | Berazategui (Campeón) Argentino de Rosario (Ganador Torneo Reducido) | Berazategui                                 |
| 1991-92   | Defensores de Cambaceres (Campeón) Sarmiento de Junín (Ganador Reclasificatorio) Luján (Ganador Torneo Reducido)                                                                                            | No hubo                                     |
| 1992-93   | Defensores de Belgrano (Campeón) Dock Sud (Ganador Torneo Reducido) Comunicaciones (Ganador Torneo Permanencia)                                                                                             | Comunicaciones Luján                        |
| 1993-94   | Colegiales (Campeón) Argentino de Quilmes (Ganador Torneo Reducido) | Deportivo Merlo Villa Dálmine               |
| 1994-95   | Defensores Unidos (Campeón Temporada) Excursionistas (Ganador Torneo Reducido) | Excusionistas Ituzaingó                     |
| 1995-96   | Temperley (Campeón Temporada) Tristán Suárez (Ganador Torneo Reducido) | Colegiales Defensores de Cambaceres         |
| 1996-97   | Atlético Campana (Campeón Temporada) Leandro N. Alem (Ganador Torneo Reducido) Colegiales (Para cubrir plazas) Ferrocarril Midland (Para cubrir plazas) San Telmo (Para cubrir plazas)                      | Atlético Campana Ferrocarril Midland        |
| 1997-98   | Berazategui (Campeón Temporada) Brown de Adrogué (Ganador Torneo Reducido) | Colegiales Defensores Unidos                |
| 1998-99   | Flandria (Campeón Temporada) General Lamadrid (Ganador Torneo Reducido) | Dock Sud Deportivo Laferrere                |
| 1999-00   | Defensores de Cambaceres (Campeón Temporada) Colegiales (Ganador Torneo Reducido) | Leandro N. Alem Gral. Lamadrid              |
| 2000-01   | Deportivo Merlo (Campeón) | Berazategui Colegiales                      |
| 2001-02   | Ituzaingó (Ganador Decagonal y campeón) | Deportivo Merlo Ituzaingó                   |
| 2002-03   | Deportivo Laferrere (Campeón) | Argentino de Rosario San Miguel             |
| 2003-04   | Colegiales (Campeón) | Argentino de Quilmes Colegiales             |
| 2004-05   | Argentino de Rosario (Campeón) | Argentino de Rosario                        |
| 2005-06   | Comunicaciones (Campeón) | Deportivo Laferrere                         |
| 2006-07   | Deportivo Merlo (Campeón) | El Porvenir                                 |
| 2007-08   | Acassuso (Campeón) | Defensores de Cambaceres                    |
| 2008-09   | Colegiales (Campeón) | Talleres (RdE)                              |
| 2009-10   | Villa San Carlos (Campeón) | Central Córdoba                             |
| 2010-11   | Barracas Central (Campeón) | Deportivo Español                           |
| 2011-12   | General Lamadrid (Campeón) | General Lamadrid Sportivo Italiano          |
| 2012-13   | Villa Dálmine (Campeón) Central Córdoba (Promoción) | San Telmo Central Córdoba                   |
| 2013-14   | UAI Urquiza (Campeón) Fénix (Ganador Torneo Reducido) | Flandria Defensores de Belgrano             |
| 2014      | Sportivo Italiano (Campeón) Deportivo Español (Ganador Torneo reducido) | No hubo                                     |
| 2015      | Flandria (Ganador Zona B) Defensores de Belgrano (Ganador Zona A) Deportivo Riestra (Ganador Torneo Reducido)                                                                                               | Sportivo Italiano Deportivo Merlo           |
| 2016      | San Telmo (Campeón) Talleres (RdE) (Ganador Torneo reducido) | Deportivo Armenio                           |
| 2016-17   | Excursionistas (Campeón) | Excursionistas                              |
| 2017-18   | Sacachispas (Campeón) San Miguel (Ganador Torneo reducido) | Villa San Carlos                            |
| 2018-19   | Defensores Unidos (Campeón) J. J. de Urquiza (Ganador Torneo reducido) | Deportivo Español                           |
| 2019-20   | Argentino de Quilmes (Campeón) Deportivo Armenio (Subcampeón) Villa San Carlos (Ganador Torneo reducido) | No hubo                                     |
| 2020      | No hubo | No hubo                                     |
| 2021      | Cañuelas (Campeón) Deportivo Merlo (Ganador del segundo ascenso) | No hubo                                     |
| 2022      | Dock Sud (Campeón) Ituzaingó (Ganador del segundo ascenso) | Justo José de Urquiza                       |
| 2023      | Argentino de Merlo (Campeón) | Ituzaingó                                   |
| 2024      | Excursionistas (Campeón) San Martín (B) (Segundo ascenso) Deportivo Laferrere (Tercer ascenso) Ferrocarril Midland (Ganador del Torneo Reducido) Liniers (Quinto ascenso) Sportivo Italiano (Sexto ascenso) | Cañuelas                                    |